# ウラジーミルの生神女

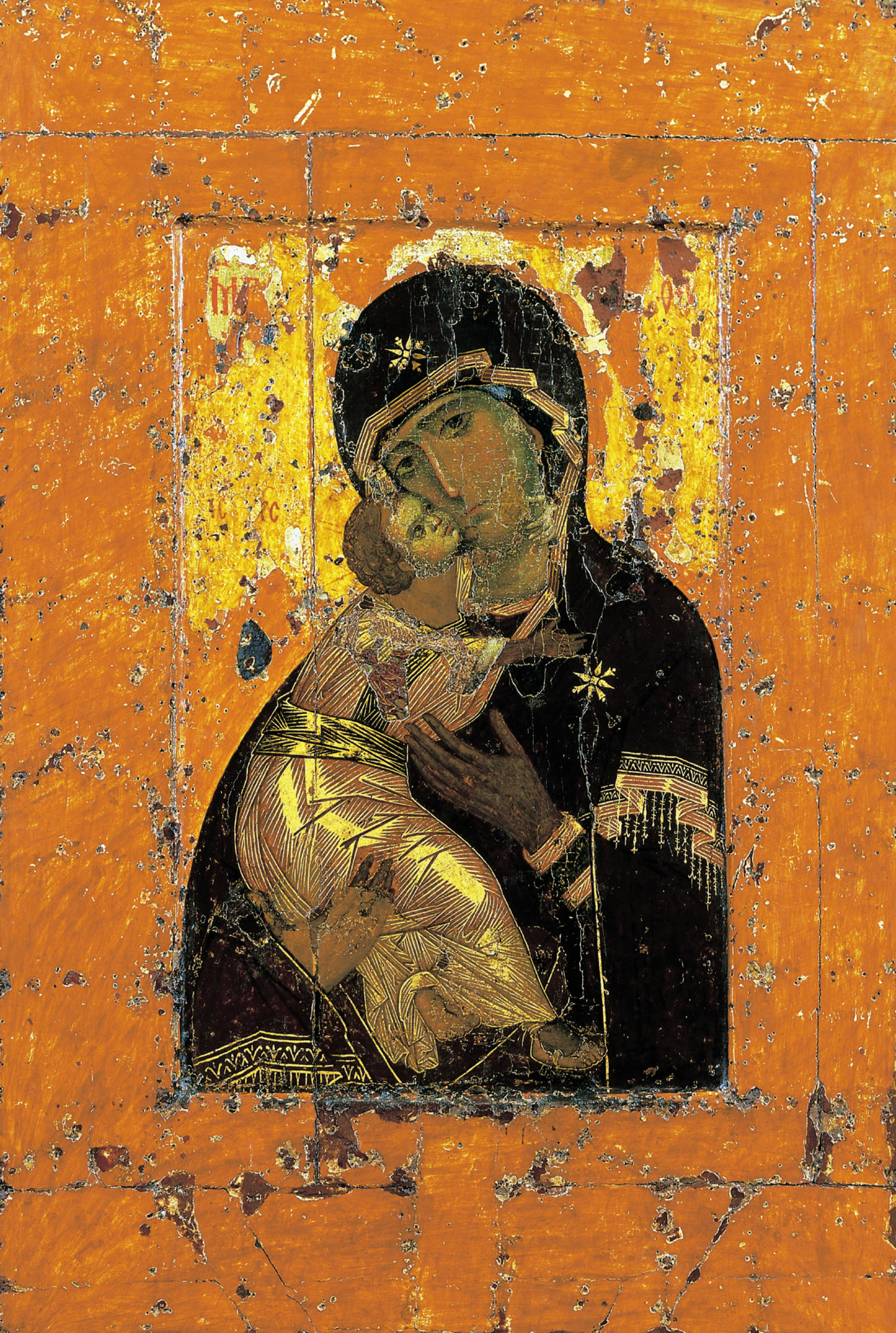
イコン『ウラジーミルの生神女』

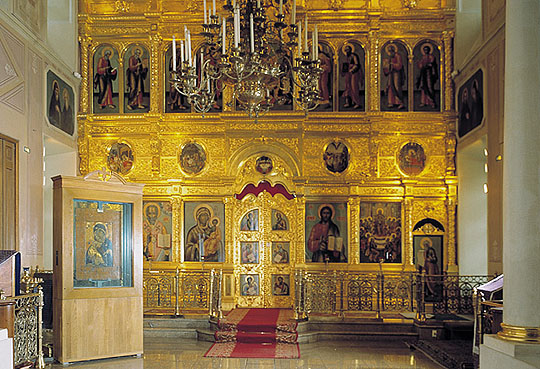
現在、イコン『ウラジーミルの生神女』は、トレチャコフ美術館敷地内に建てられた聖堂にこのように安置されている（写真左手前）。

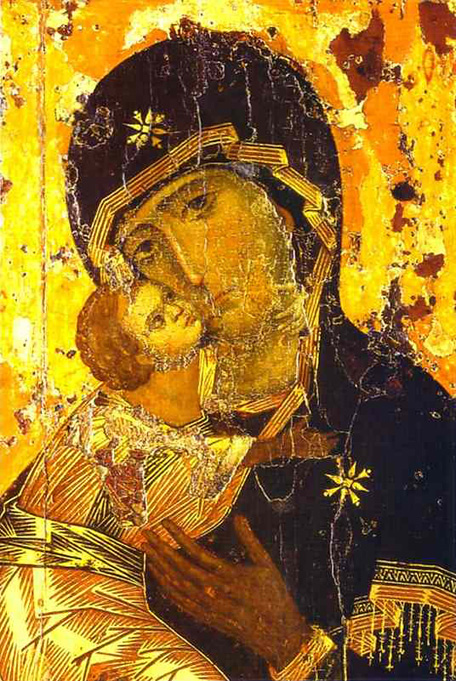
イコン『ウラジーミルの生神女』の中央部分を拡大した画像

ウラジーミルの生神女（ウラジーミルのしょうしんじょ、ロシア語: Владимирская икона Божией Матери）は、正教会のイコン。ロシア正教会で最も有名な生神女マリヤ（聖母マリア）のイコンのひとつであり、世界中の正教会で広く崇敬され模写され続けている代表的な生神女のイコンのひとつとなっている。西方教会でも用いられることがある。
このイコンは「ウラジーミルの聖母」とも呼ばれる事があるが、正教会では聖母マリアの事を生神女マリヤ（しょうしんじょマリヤ）もしくは生神女（しょうしんじょ）と呼ぶのが一般的であり、このイコンについても正教会では「ウラジーミルの生神女」(Theotokos of Vladimir)が正式な名である。
正教会では特定のイコンを記憶して聖堂を建てその名称とすることがあるが、このイコンを記念して建設された聖堂（ウラジーミルの生神女聖堂）も存在する。

## 形式と意味
母（生神女マリヤ）と子（イイスス・ハリストス：イエス・キリストのギリシャ語読み）が頬を寄せ合って描かれている姿はエレウサ型（エレウサ：ギリシャ語で「慈憐」（じれん）の意）と呼ばれる形式であり、生神女のハリストスへの慈愛、そして全ての者への慈愛を表し、かつハリストスがこれから受ける受難（十字架）を想っての嘆きと忍耐を表しているとされる。

## 履歴
正教会の伝承では聖ルカによって描かれたとされている。
1131年にコンスタンディヌーポリ総主教からキエフ大公ユーリー・ドルゴルーキーに贈られた。
1155年にウラジーミルに移され、このイコンのために当地に建設された生神女就寝大聖堂 (ウラジーミル)（ウスペンスキー大聖堂）に納められた。イコンを運んでいた際、イコンを運んでいた馬がウラジーミルで止まり進まなくなったことが、このイコンがウラジーミルに留められるべきである事を示すものであると解釈された結果であると、伝承は伝えている。
1395年、ティムール朝による脅威がモスクワ大公国に迫るなか、ヴァシーリー1世はウラジーミルからこのイコンをモスクワに借り受けた。ヴァシーリー1世をはじめとしたモスクワの人々がこのイコンに夜通し祈り続けていると、翌日にはティムール朝の軍は引き揚げていたという。この奇蹟がきっかけとなりモスクワはこのイコンのウラジーミルへの返還をせず、代わりに模写をウラジーミルへ贈り、イコン「ウラジーミルの生神女」はモスクワ・クレムリンにある生神女就寝大聖堂 (モスクワ)（ウスペンスキー大聖堂）に納められた。1451年と1480年にも、タタールの大軍からモスクワが守られたのはこのイコンによるとも伝えられている。
現在はトレチャコフ美術館所蔵となっている。

## 参考書籍
- 川又一英『イコンの道 ビザンティンからロシアへ』東京書籍 ISBN 978-4-487-79897-1